# Ponzano Veneto
Ponzano Veneto (Ponsàn in veneto) è un comune italiano di 13 057 abitanti della provincia di Treviso in Veneto.
Si tratta di un comune sparso costituito dai tre abitati di Ponzano (che ha mantenuto tale denominazione anche dopo che è mutata quella del comune), Paderno (sede comunale) e Merlengo.
Le tre frazioni, situate a pochi chilometri a nord della città di Treviso, nel 1807 formano il comune di Ponzano, il quale modifica la denominazione in quella attuale nel 1868.

## Origini del nome
I toponimi di due frazioni, Pontianus e Paternus, rilevano l'origine dei coloni che ottennero alcune terre da coltivare. Merlengo invece deriva da Marling, di derivazione germanica.

## Storia
Molto probabilmente alcuni nuclei delle tre frazioni sorsero già dall'antichità, poiché il territorio era attraversato dalla via Postumia, strada consolare romana che collegava Genova ad Aquileia.
Il 16 agosto 1077,  è accertato che Ecelo I, della famiglia degli Ezzelini, ricevette dei denari veronesi per la vendita di una sua proprietà situata presso Ponzano Veneto. Gli Ezzelini continuarono a mantenere delle proprietà in Ponzano tanto da essere state censite dopo la loro eliminazione fisica, avvenuta nel 1260 a Treviso.
Nel Medioevo, i tre villaggi diventarono regole del Quartier d'Oltrecagnan (in base alla suddivisione amministrativa della Treviso medievale) e Cappelle della Pieve di Postioma.
In seguito, a partire dal Quattrocento, sotto il dominio Veneziano, con la denominazione di Ville fecero parte del quartiere di Campagna Inferiore.
Nel Settecento la maggior parte dei terreni era proprietà di patrizi veneziani, ricchi borghesi o di enti religiosi. Erano pochi, nella zona, i piccoli coltivatori.
Nell'Ottocento, dopo la fine della dominazione veneziana, l'economia industriale iniziò a muovere i primi passi, poiché si formarono i primi nuclei di artigiani. Fiorente era la bachicoltura.
Sul finire del secolo, il tenore di vita della popolazione peggiorò, obbligando molti abitanti del comune ad emigrare Oltreoceano, specialmente in direzione del Brasile.

### Simboli
Lo stemma e il gonfalone sono stati concessi con decreto del presidente della Repubblica del 19 aprile 1956.
Il gonfalone è un drappo di giallo al palo di verde.

## Monumenti e luoghi d'interesse
Nel comune di Ponzano Veneto esistono almeno 14 tra ville venete e palazzine, tutte risalenti tra il 1500 e il 1700: tra queste si segnalano in particolare Villa Cicogna (oggi sede municipale), Villa Sorgato, Villa Van Axel, Palazzo Campbell, Villa Persico (oggi albergo "Relais Monaco"), Villa Corner (al cui interno si possono ammirare affreschi di Giovan Battista Tiepolo) e Villa Minelli (sede degli uffici della Benetton).

La chiesa parrocchiale di San Leonardo

Molto interessanti, inoltre, le chiese parrocchiali: la chiesa di San Leonardo a Ponzano, risalente al XVIII secolo; la chiesa di parrocchiale di Paderno, dedicata a S. Maria Assunta, conclusa alla metà dell'Ottocento, con il soffitto di Sebastiano Santi (1838), la pala dell'Assunta di Antonio Zanchi (XVII secolo), la pala della Fuga in Egitto di Bartolomeo Orioli (1603), il quadro dell'Ultima Cena (XVII secolo); infine, la chiesa di Merlengo dedicata a san Bartolomeo, innalzata il secolo scorso, mentre il campanile barocco risale al 1734, al cui interno sono conservate opere di Giandomenico Tiepolo, figlio di Giovanni Battista Tiepolo, e due teste marmoree di Gesù e di Maria attribuite a Giuseppe Bernardi-Torretti, maestro di Antonio Canova.

## Società

### Evoluzione demografica
Abitanti censiti

### Etnie e minoranze straniere
Al 31 dicembre 2017 gli stranieri residenti nel comune erano 964, ovvero il 7,5% della popolazione. Di seguito sono riportati i gruppi più consistenti:
1. Romania 164
2. Kosovo 137
3. Albania 105
4. Moldavia 84
5. Cina 75
6. Marocco 48
7. Ucraina 39
8. Burkina Faso 27
9. Brasile 22
10. Nigeria 21

### Tradizione e folclore
Il secondo fine settimana di settembre a Paderno, nella piazza della chiesa si svolge il tradizionale Palio dei Mezzadri, una manifestazione che racchiude giochi e sfide tra le 8 contrade del comune di Ponzano Veneto. Nato nel 1990 all'interno della Parrocchia di Paderno e dal 2008, sempre attraverso le Parrocchie, vengono coinvolte anche Merlengo e Ponzano, unendo così l'intero territorio comunale.
Il cuore pulsante del Palio dei Mezzadri sono le contrade, ossia rioni in cui viene diviso il comune: Barrucchella, Borgo Ruga, Capitel, Centro, Croce Caotorta, Marcà Vecio, Minelli e S. Antonio.
Le suddette contrade si sfidano a 7 giochi tra sabato e domenica: pigiatura dell'uva (foear l'uva), la treccia, il tesser, il tiro alla fune, il tiro con la fionda, corsa con la bunea e corsa con il carro.
La contrada che riesce a vincere 3 edizioni del palio prima di un'altra contrada, conquista il palio, una tela prodotta e dipinta dagli artigiani del paese.

## Geografia antropica

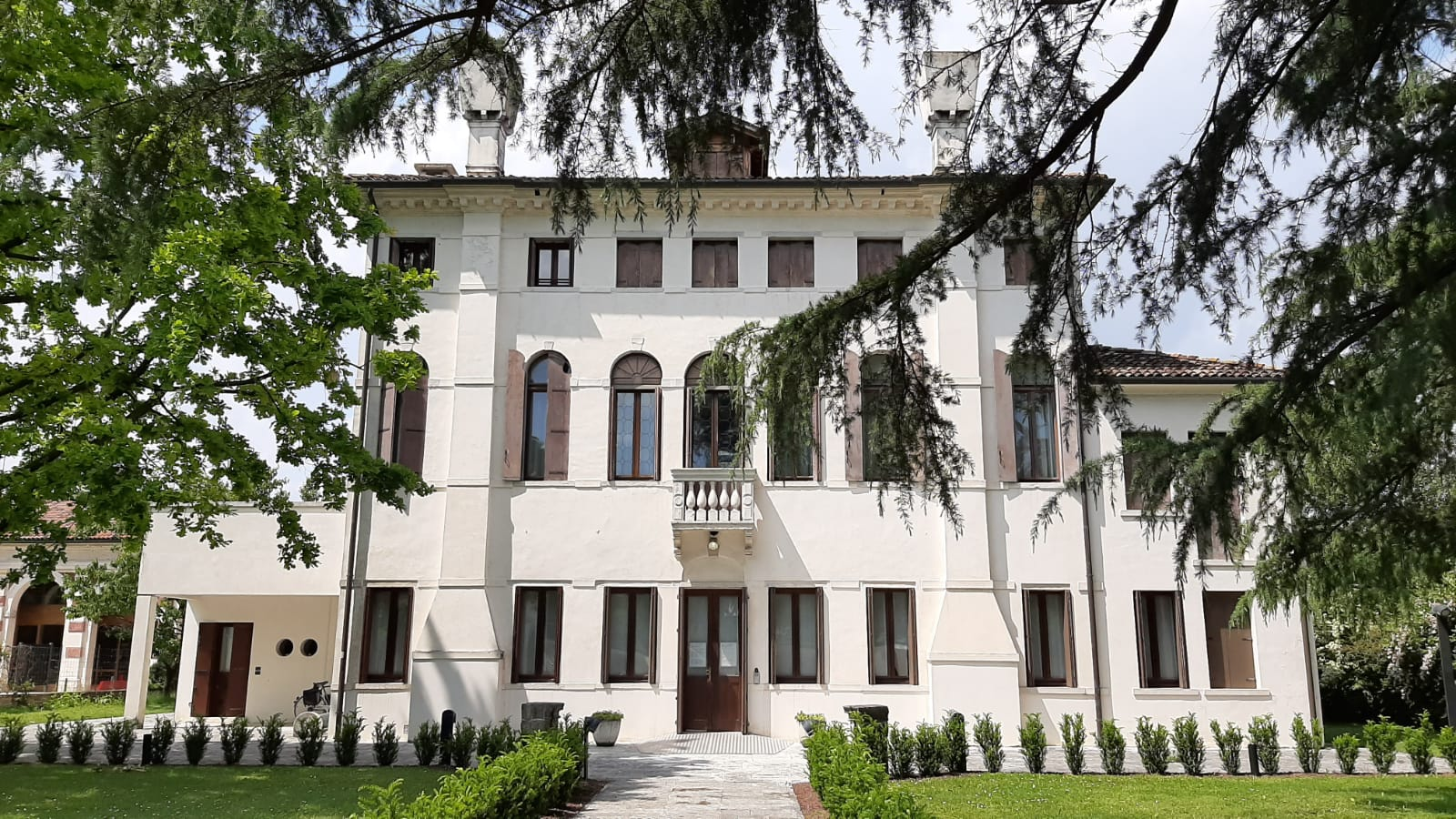
Villa Rubbi-Serena, Sede municipale

Pur essendo divenuti ormai, di fatto, i quartieri di un'unica cittadina, i tre borghi storici di Paderno, Marlengo e Ponzano rimangono tuttavia ancora centri distinti, come si desume dalla segnaletica stradale.
Il municipio si trova nella frazione Paderno. Un vecchio detto recita: Paderno, Marlengo e Ponzan se toca co' na man. Nel senso che le tre frazioni hanno un punto in comune.

## Economia
A Ponzano Veneto si trova il quartier generale della Benetton, multinazionale dell'abbigliamento. Oltre alla Benetton, il Comune vanta un vivace tessuto produttivo costellato da piccole e medie imprese operanti nel settore meccanico, siderurgico, agroindustriale, edilizio e del legno.

## Amministrazione

### Sindaci prima del 1946
| Durata mandato   | Durata mandato   | Primo cittadino           | Partito | Carica                  | Note |
| ---------------- | ---------------- | ------------------------- | ------- | ----------------------- | ---- |
| 27 novembre 1909 | 24 febbraio 1912 | Giovanni Cicogna          | -       | Sindaco                 |      |
| 25 febbraio 1912 | 31 luglio 1914   | Angelo Massolin           | -       | Sindaco                 |      |
| 1 agosto 1914    | 1 agosto 1920    | Francesco Folco Zambelli  | -       | Sindaco                 |      |
| 1 agosto 1920    | 24 novembre 1920 | Giacinto Moro             | -       | Sindaco                 |      |
| 25 novembre 1920 | 31 agosto 1929   | Ettore Pretotto           | -       | Podestà                 |      |
| 31 agosto 1929   | 15 dicembre 1929 | Lorenzo Serena            | -       | Commissario prefettizio |      |
| 15 dicembre 1929 | 27 novembre 1931 | Mario Liberali            | -       | Podestà                 |      |
| 27 novembre 1931 | 15 ottobre 1944  | Pietro Dolfato            | -       | Podestà                 |      |
| 15 ottobre 1944  | 1 maggio 1945    | Giovanni Battista Scorzon | -       | Commissario prefettizio |      |

### Sindaci dal 1946
| Durata mandato  | Durata mandato  | Primo cittadino    | Partito                                             | Carica                  | Note |
| --------------- | --------------- | ------------------ | --------------------------------------------------- | ----------------------- | ---- |
| 1 maggio 1945   | 3 marzo 1946    | Ignazio Gobbato    | Democrazia Cristiana                                | Sindaco                 |      |
| 3 marzo 1946    | 12 aprile 1946  | Luigi Biscaro      | -                                                   | Commissario prefettizio |      |
| 12 aprile 1946  | 9 giugno 1951   | Giovanni Mattiazzo | Democrazia Cristiana                                | Sindaco                 |      |
| 9 giugno 1951   | 17 luglio 1975  | Luigi Martini      | Democrazia Cristiana                                | Sindaco                 |      |
| 17 luglio 1975  | 17 maggio 1988  | Dino Bonesso       | Democrazia Cristiana                                | Sindaco                 |      |
| 17 maggio 1988  | 14 ottobre 1993 | Luigi Martini      | Democrazia Cristiana                                | Sindaco                 |      |
| 14 ottobre 1993 | 24 aprile 1995  | Piero Gobbato      | Indipendente                                        | Sindaco                 |      |
| 24 aprile 1995  | 14 giugno 2004  | Giorgio Massolin   | Lega Nord                                           | Sindaco                 |      |
| 14 giugno 2004  | 8 giugno 2009   | Claudio Niero      | Centro-sinistra                                     | Sindaco                 |      |
| 8 giugno 2009   | 26 maggio 2014  | Giorgio Granello   | Centro-destra                                       | Sindaco                 |      |
| 26 maggio 2014  | 27 maggio 2019  | Monia Bianchin     | Lista civica "Ponzano Bene Comune" (centrosinistra) | Sindaco                 |      |
| 27 maggio 2019  | In carica       | Antonello Baseggio | Lega per Salvini Premier                            | Sindaco                 |      |

### Gemellaggi
Katoma, dal 1999

## Sport

### Calcio
La principale squadra di calcio della città è l'U.S. Ponzano Calcio che milita nel girone D di Promozione. I colori sociali sono il verde ed il giallo. È nata nel 1965.

### Basket
La principale squadra di pallacanestro della città è il Ponzano Basket che milita nel girone Nord di Serie A2 femminile.